# Dibolia kansana
Dibolia kansana är en skalbaggsart som beskrevs av Charles Christopher Parry 1974. Dibolia kansana ingår i släktet Dibolia och familjen bladbaggar. Inga underarter finns listade i Catalogue of Life.